# Miss Violence
Miss Violence è un film del 2013 diretto da Alexandros Avranas e in concorso alla 70ª Mostra internazionale d'arte cinematografica di Venezia, dove ha vinto il Leone d'Argento per la regia e la Coppa Volpi per la miglior interpretazione maschile a Themīs Panou.
Il film è ispirato a una storia vera, ancora più cruda di quella narrata nel film, avvenuta in Germania tra il 1987 e il 2010.

## Trama
Nel giorno del suo undicesimo compleanno, Angeliki si suicida gettandosi dal balcone di casa. Il gesto sconvolge profondamente la sua famiglia, composta dai nonni – noti solo come Padre e Madre –, da sua madre Eleni, da Myrto, sorella quattordicenne di Eleni, e dagli altri due figli di Eleni, Filippos e Alkmini. La polizia apre un’indagine ipotizzando che Angeliki possa aver subito abusi domestici, ma la famiglia sostiene che si sia trattato di un tragico incidente.
Dietro un’apparente normalità, i bambini mostrano disagio e timore nei confronti del Padre, che tenta di ristabilire l’ordine familiare dopo la tragedia. In pubblico si presenta come un uomo cordiale e rispettabile, ma in casa rivela la sua vera natura: autoritario, misogino e violento. Impone il silenzio e l’obbedienza assoluta, vietando qualsiasi espressione di dolore. Quando Eleni piange la morte di sua figlia, viene duramente rimproverata. La Madre, incapace di opporsi per paura, si sottomette completamente al marito.
Il Padre umilia Filippos, accusandolo di essere un problema e di non essere all’altezza della sorella Alkmini. Myrto, disperata, tenta di chiedere aiuto a scuola, ma nessuno interviene.
Emergono infine gli orrori nascosti: il Padre costringe Eleni e Myrto alla prostituzione, partecipando egli stesso agli abusi. Eleni ha avuto i tre figli in seguito a queste violenze, e si lascia intendere che anche Myrto sia figlia di uno stupro incestuoso. Myrto si infligge tagli per affrontare il dolore, e la Madre, complice e silenziosa, copre le sue ferite. È stata Myrto a raccontare ad Angeliki che lei ed Eleni furono vendute dal Padre per la prima volta a undici anni, perciò Angeliki, pur di non subire lo stesso destino, ha scelto di togliersi la vita.
Più tardi, Eleni scopre di essere nuovamente incinta, ma si rifiuta di dire chi sia il padre del bambino. Il Padre, nel frattempo, porta Myrto da due clienti che la violentano, per poi abusarne anche lui. Infine, Alkmini viene venduta dal nonno al suo amico pedofilo Dimitri per convincere quest'ultimo a fingersi padre del nuovo figlio di Eleni. Dopo aver visto la nipote in stato di shock cercare conforto da Eleni, la Madre prende una decisione estrema e pugnala a morte il marito nel sonno.
Il mattino seguente, Eleni trova il cadavere del Padre e, per la prima volta, prova un senso di liberazione. Tuttavia, in cucina vede Myrto, Filippos e Alkmini in piedi di fronte alla Madre, che ha ora assunto il controllo della famiglia; la donna ordina a Eleni di chiudere la porta a chiave, e lei obbedisce.

## Critica
Il film è stato generalmente ben accolto dalla critica ed è stato scelto per il premio Fedeora come miglior film, mentre il regista Avranas ha vinto il Leone d'Argento per la miglior regia. Rotten Tomatoes ha attribuito al film un punteggio di 80 su 100 sulla base di 25 recensioni professionali.

## Riconoscimenti
- 2013 – Mostra del cinema di Venezia[4]
  - Leone d'argento - Premio speciale per la regia ad Alexandros Avranas
  - Coppa Volpi per la migliore interpretazione maschile a Themīs Panou
  - Premio Arca CinemaGiovani
  - Venezia 70 - Premio per il miglior film europeo dell'area mediterranea
  - Candidatura per il Leone d'oro